# Pisenus humeralis
Pisenus humeralis är en skalbaggsart som först beskrevs av Kirby 1837.  Pisenus humeralis ingår i släktet Pisenus och familjen skinnsvampbaggar. Inga underarter finns listade i Catalogue of Life.